# Rauno Alatalo
Rauno Veli Alatalo, född 10 oktober 1952 i Oulujoki, död 9 november 2012, var en finländsk zoolog.
Alatalo avlade filosofie doktorsexamen 1980 vid Uppsala universitet på en avhandling om fågelbeståndet i nordliga skogar. Han blev 1994 professor i biologi, ekologi och miljövård vid Jyväskylä universitet och var akademiprofessor 1997–2002. Han har tillfört den ekologiska forskningen ett evolutivt perspektiv genom sina undersökningar om bl.a. parningsbeteenden hos hönsfåglar och spindlar. Han ledde forskarskolan inom evolutionsekologin vid Jyväskylä universitet 2000–2005.
Professorsförbundet utsåg Rauno Alatalo till Årets professor 2001.